# ت ع م+14:00

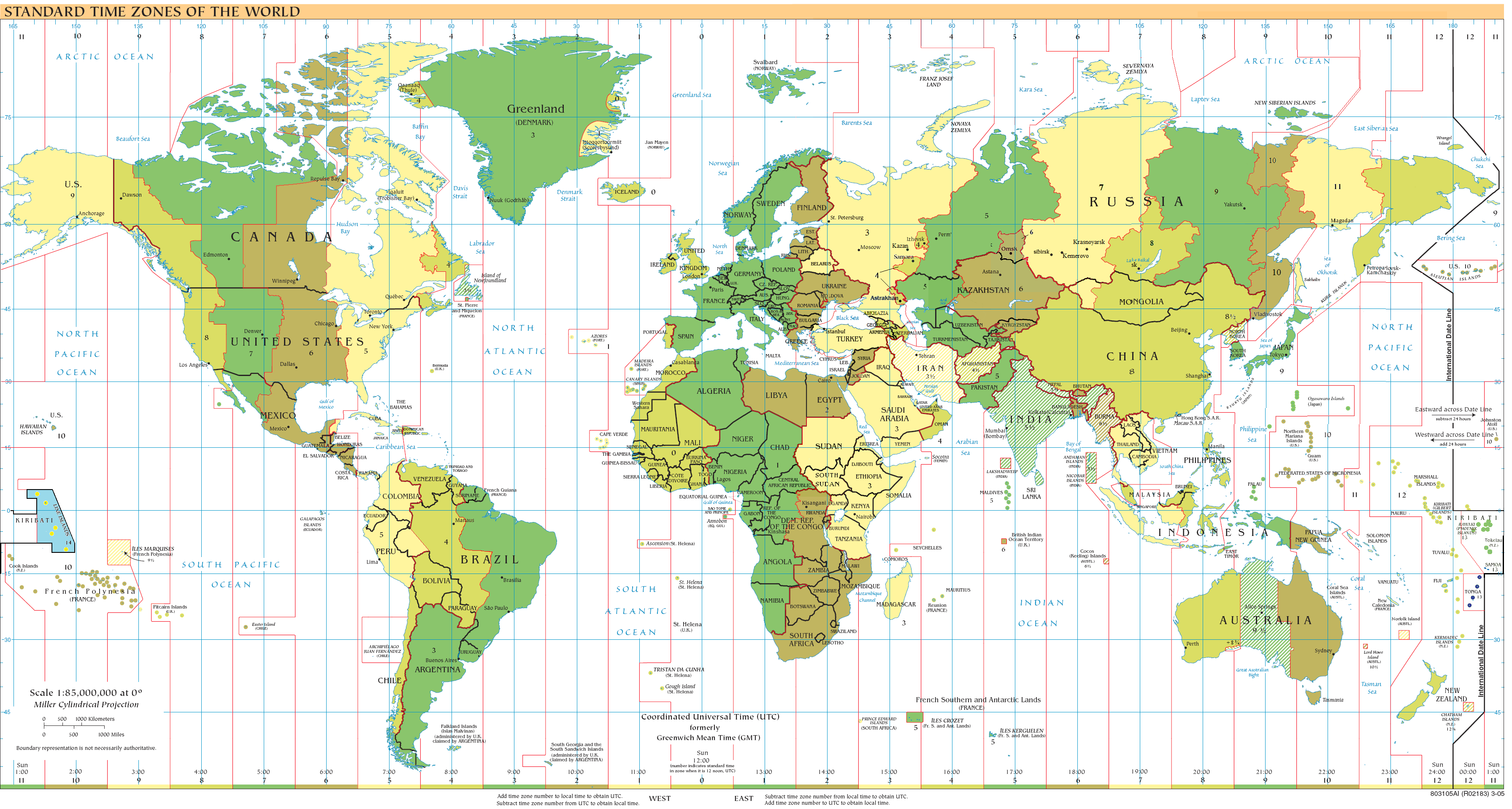
UTC+14: الأزرق (ديسمبر)، البرتقال (يونيو)، الأصفر (على مدار السنة)، الضوء الأزرق - المناطق البحرية

التوقيت العالمي المنسق +14:00 أو ت ع م+14:00 {بالإنجليزية:UTC+14:00} هو مقابلة الوقت المحلي للتوقيت العالمي المنسق +14:00، هو أقرب منطقة زمنية على وجه الأرض، وهذا يعني أن المناطق في هذه المنطقة هي أول من يرى يوم جديد، وبالتالي أول من احتفالا بالسنة الجديدة.
يتم استخدام هذا التوقيت في:

## أوقيانوسيا
- كيريباتي
  - جزر الخط - بما في ذلك كيريتيماس (جزيرة الكريسماس)
    - معرف منطقة قاعدة بيانات منطقة إيانا الزمنية هو باسيفيك/كيريتيماتي.
- ساموا - التوقيت في ساموا
- تونغا